# Partnerstwo na rzecz Jedności Narodowej – Sojusz na rzecz Zmian
Partnerstwo na rzecz Jedności Narodowej – Sojusz na rzecz Zmian (ang.: A Partnership for National Unity – Alliance for Change, APNU-AFC) – koalicja gujańskich partii politycznych. Została zawiązana przed wyborami parlamentarnymi 11 maja 2015 w których konkurowała o władzę z rządzącą od 23 lat Ludową Partią Postępową. Ostatecznie APNU-AFC zwyciężyła uzyskując 33 miejsca w 65-miejscowym parlamencie. 
W skład koalicji wchodzą:
- Sojusz na rzecz Zmian (AFC)
- Partie członkowskie APNU:
  - Partia Akcji Gujany (GAP)
  - Ludowy Kongres Narodowy (PNC)
  - Sojusz Frontu Narodowego (NFA)
  - Sojusz Ludzi Pracy (WPA)